# Jean-Claude-Républicain Arnoux
Pour les articles homonymes, voir Arnoux.
Jean-Claude-Républicain Arnoux (1792-1866) est un ingénieur polytechnicien français, connu comme l'inventeur du système ferroviaire dit Arnoux. Entrepreneur, il fonde et dirige la Compagnie de Paris à Orsay qui construit et met en service, avec son système, la ligne de Paris à Orsay, origine de la ligne de Sceaux, le 6 juin 1846.

## Biographie
Jean-Claude-Républicain Arnoux est né au Cateau-Cambrésis (Nord) le 16 décembre 1792, il est le fils d'un maître de poste. Il entre en 1811 à l'École polytechnique et devient lieutenant d'artillerie sous le Premier Empire puis démissionne le 16 juillet 1815.
Il devient administrateur des Messageries Générales, directeur des Ateliers des Messageries Laffite 1856, constructeur  de la ligne de Versailles et du Chemin de fer de Paris à Strasbourg de 1845 à 1852, après avoir été enseignant scientifique à l'École centrale. En 1838 il édite des notes concernant son système de wagons pour les grandes courbures. Le 9 mars 1841 dépôt d'un projet de loi, qui n'est pas voté, pour le chemin de fer de Paris à Meaux.
Il est connu comme l'inventeur du système ferroviaire dit Arnoux, qui fut mis en place sur la première ligne de Sceaux le 6 juin 1846. Ce système de trains à essieux articulés, dont les mouvements sont guidés par des renvois de chaînes et de timonerie, permettant de conserver une grande vitesse dans des courbes de petit rayon, lui valut le Grand Prix de Mécanique de l'Institut en 1839. Par ordonnance du 6 septembre 1844 il obtient la concession de l'exploitation de la ligne de Sceaux pour cinquante ans. Les travaux vont démarrer au milieu de l'année 1845 sous sa direction et assisté de ses deux gendres. Lalanne s'occupe du tracé, de l'exécution des terrassements et des ouvrages d'art. C'est lui qui s'occupera plus tard du prolongement de la ligne jusqu'à Robinson en 1893 et en direction à partir de la station de Bourg-la-Reine de Palaiseau et Orsay. Alexis Dulong s'occupe du matériel, de la voie et des stations. Cette solution n'était pas sans inconvénients et une vingtaine d'années plus tard on passa à la solution classique de la voie plus rectiligne permettant l'utilisation du matériel roulant classique alors en fonctionnement. La première ligne démarre de la Barrière d'Enfer (Denfert-Rochereau) jusqu'à Sceaux. Dans l'annuaire de l'arrondissement de Sceaux de 1868 nous relevons que le Chemin de Fer s'éloigne de Paris toutes les heures de 6 h à 10 h et se dirigeait sur Paris de 6 h 47 à 10 h 47. Le prix en 1e classe, 75 centimes ; en 2e, 55 centimes et en 3e classe 45 centimes. Les Parisiens partaient à la campagne pour les Bals de Sceaux et des Guinguettes de Robinson.
Arnoux utilisa le transbordement et le transport des diligences par chemin de fer sur le Paris - Orléans à partir du 10 juin 1843, ce qui n'empécha pas la disparition des sociétés de diligences. Cette opération avait déjà été employée précédemment sur la 1e ligne de chemin de fer française et d'Europe continentale (ouverte le 30 juin 1827) de Saint-Étienne à Andrézieux le 1er mars 1832. 
Jean-Claude-Républicain Arnoux meurt à Paris 5e le 8 mai 1866.

Système Arnoux
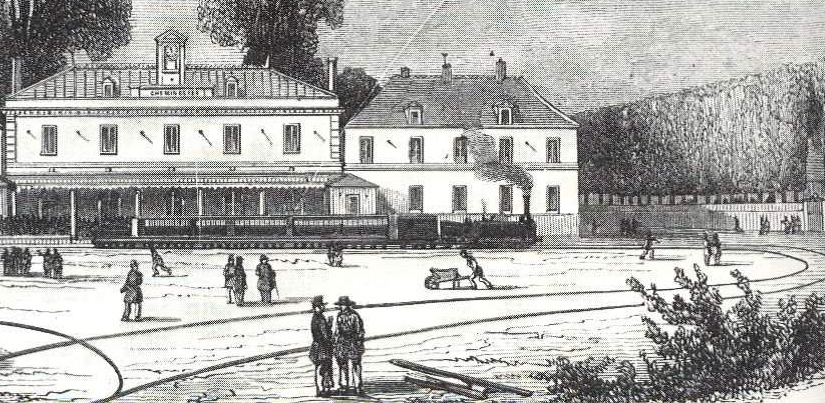
Gare.
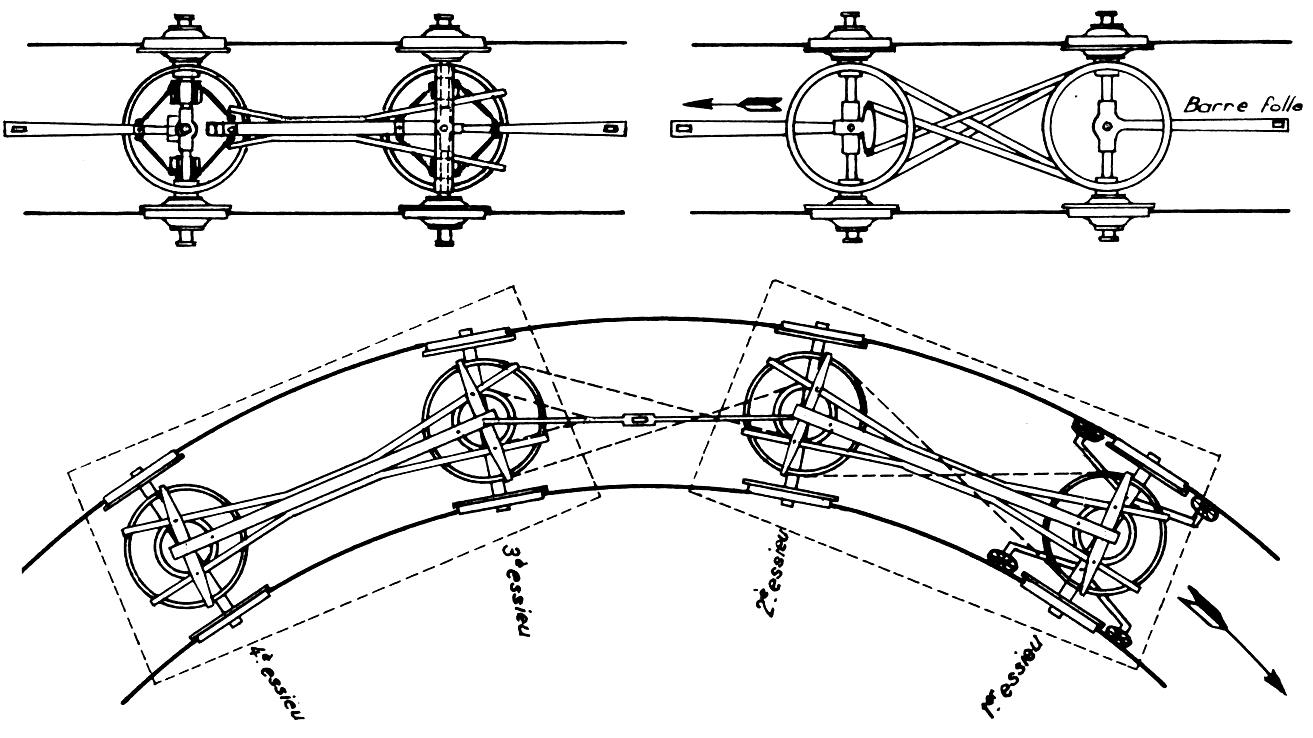
Schéma.

## Hommage
À Bourg-la-Reine une rue située sur l'ancien tracé de la 1e ligne de Sceaux porte le nom d'Arnoux.